# اميد أباد السفلي (درميان)
امید أباد السفلی (بالفارسية: عمیدآبادسفلی) هي مستوطنة تقع في إيران في قسم درمیان الريفي. يقدر عدد سكانها بـ 31 نسمة بحسب إحصاء 2016.